# Mathare United
Mathare United FC je keňský fotbalový klub založený v roce 1994. Jeden z nejlepších Keňských fotbalových týmů sídlí ve městě Nairobi a hrají na stadionu Moi International Sports Centre s kapacitou 60 000 míst. Hrají Keňskou Premier League.

## Tituly
Keňský pohár (2)1998, 2000